# Jesper Björnlund
Jesper Björnlund, né le 30 octobre 1985, est un skieur acrobatique suédois spécialisé dans les épreuves de bosses. 
Au cours de sa carrière, il a pris la cinquième place des Jeux olympiques 2006, aux différents Mondiaux auxquels il a pris part sa meilleure performance est une sixième place en bosses en parallèle en 2009, enfin, en coupe du monde, il est monté à trois reprises sur un podium pour deux victoires les 11 et 12 décembre 2009 lors d'une étape à Suomu en Finlande.

## Palmarès

### Jeux olympiques d'hiver
| Édition/Discipline   | Bosses |
| Jeux olympiques 2006 | 5e     |

### Championnats du monde
| Édition/Discipline | Bosses | Bosses en parallèle |
| Mondiaux 2005      | 15e    | 17e                 |
| Mondiaux 2007      | 39e    | 34e                 |
| Mondiaux 2009      | 28e    | 6e                  |

### Coupe du monde de ski acrobatique
- Meilleur classement général : 45e en 2009.
- Meilleur classement en bosses : 13e en 2009.
- 3 podiums en bosses dont 2 victoires.